# George M. Grant

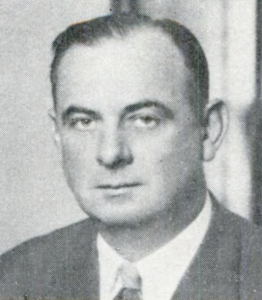
George M. Grant (1957)

George McInvale Grant (* 11. Juli 1897 in Louisville, Barbour County, Alabama; † 4. November 1982) war ein US-amerikanischer Politiker, der den Bundesstaat Alabama im US-Repräsentantenhaus vertrat.

## Werdegang
Grant wurde in Louisville geboren, wo er ebenfalls die öffentliche Schule besuchte. Zwischen 1918 und 1919 war er zuerst einfacher Soldat und später Fliegerkadett im Fliegerkorps der United States Army. Danach ging er an die University of Alabama, Fachbereich Rechtswissenschaften, in Tuscaloosa, wo er 1922 graduierte. Grant erhielt im selben Jahr seine Zulassung als Anwalt und eröffnete eine Praxis in Troy. Einige Zeit später, 1927, wurde er County Solicitor des Pike County. Diese Tätigkeit übte er bis 1937 aus.
Grant wurde als Demokrat in den 75. Kongress gewählt, um die Nachfolge des zurückgetretenen J. Lister Hill anzutreten. Er wurde in den 76. sowie in die zwölf nachfolgenden Kongresse wiedergewählt. Seine Amtszeit belief sich vom 14. Juni 1938 bis zum 3. Januar 1965. Seine Wiederwahl 1964 in den 89. Kongress verlor er jedoch gegen den Republikaner William Louis Dickinson. Danach begann er wieder als Anwalt zu praktizieren.
Bis zu seinem Tode an Bord der Queen Elizabeth 2 lebte er in Washington, D.C. Er wurde auf dem Nationalfriedhof Arlington beigesetzt.